# Grietje de Jongh
Grietje de Jongh   (Oostzaan, 2 de novembre de 1924 - Amsterdam, 6 de febrer de 2002) fou una atleta neerlandesa, especialista en curses de velocitat, que va competir durant les dècades de 1940 i 1950.
El 1948 va prendre part en els Jocs Olímpics de Londres, on va disputar dues proves del programa d'atletisme. En ambdues quedà eliminada en sèries. Quatre anys més tard, als Jocs de Hèlsinki, tornà a disputar dues proves més del programa d'atletisme. Fou sisena en els 4x100 metres, mentre en els 200 metres quedà eliminada en sèries.
En el seu palmarès destaca una medalla de plata en el 4x100 metres al Campionat d'Europa d'atletisme de 1950, formant equip amb Xenia Stad-de Jong, Bertha Brouwer i Fanny Blankers-Koen. El 1950 guanyà el campionat nacional dels 100 metres i el 1954 el dels 800 metres. En aquesta darrera prova millorà el rècord nacional en dues ocasions.

## Millors marques
- 100 metres. 12,1" (1948)
- 200 metres. 25,0" (1952)
- 800 metres. 2' 17.2" (1953)[1][3]